# Peter Kováčik
Peter Kováčik (Banská Bystrica, 1º dicembre 2001) è un calciatore slovacco, difensore del Como.

## Caratteristiche tecniche
È un terzino destro.

## Carriera

### Club
Kováčik è cresciuto nel Podbrezová dove ha debuttato il 24 novembre 2019 nell'incontro di 2. Liga perso 2-0 contro il Ružomberok B. Ha segnato il primo gol il 18 agosto 2020 in Slovenský Pohár contro il Tovarníky.
Nel giugno 2024 viene acquistato dal Como.
Il 4 settembre 2024 viene ceduto in prestito allo Jagiellonia.
Il 4 febbraio 2025 il prestito viene rescisso; due giorni dopo fa ritorno al Podbrezová con la formula del prestito.

### Nazionale
Ha giocato nella nazionale slovacca Under-21.

## Statistiche

### Presenze e reti nei club
Statistiche aggiornate all'11 febbraio 2024.’’
| Stagione        | Squadra         | Campionato      | Campionato | Campionato | Coppe nazionali | Coppe nazionali | Coppe nazionali | Coppe continentali | Coppe continentali | Coppe continentali | Altre coppe | Altre coppe | Altre coppe | Totale | Totale | Totale |
| Stagione        | Squadra         | Comp            | Pres       | Reti       | Comp            | Pres            | Reti            | Comp               | Pres               | Reti               | Comp        | Pres        | Reti        | Pres   | Reti   |        |
| --------------- | --------------- | --------------- | ---------- | ---------- | --------------- | --------------- | --------------- | ------------------ | ------------------ | ------------------ | ----------- | ----------- | ----------- | ------ | ------ | ------ |
| 2019-2020       | Podbrezová      | 1L              | 8          | 0          | CS              | 0               | 0               |                    | -                  | -                  |             | -           | -           | 8      | 0      |        |
| 2020-2021       | Podbrezová      | 1L              | 26         | 1          | CS              | 3               | 1               |                    | -                  | -                  |             | -           | -           | 29     | 2      |        |
| 2021-2022       | Podbrezová      | 1L              | 24         | 6          | CS              | 3               | 0               |                    | -                  | -                  |             | -           | -           | 27     | 6      |        |
| 2022-2023       | Podbrezová      | SL              | 16         | 2          | CS              | 1               | 0               |                    | -                  | -                  |             | -           | -           | 17     | 2      |        |
| 2023-2024       | Podbrezová      | SL              | 19         | 5          | CS              | 3               | 0               |                    | -                  | -                  |             | -           | -           | 22     | 5      |        |
| Totale carriera | Totale carriera | Totale carriera | 93         | 14         |                 | 10              | 1               |                    | -                  | -                  |             | -           | -           | 103    | 15     |        |

## Palmarès

### Club

#### Competizioni nazionali
- 2. Liga: 1

Podbrezová: 2021-2022